# Textrix denticulata
Textrix denticulata (Olivier, 1789)  è una specie di ragno appartentente alla famiglia Agelenidae, diffuso in gran parte dell'Europa.

## Descrizione

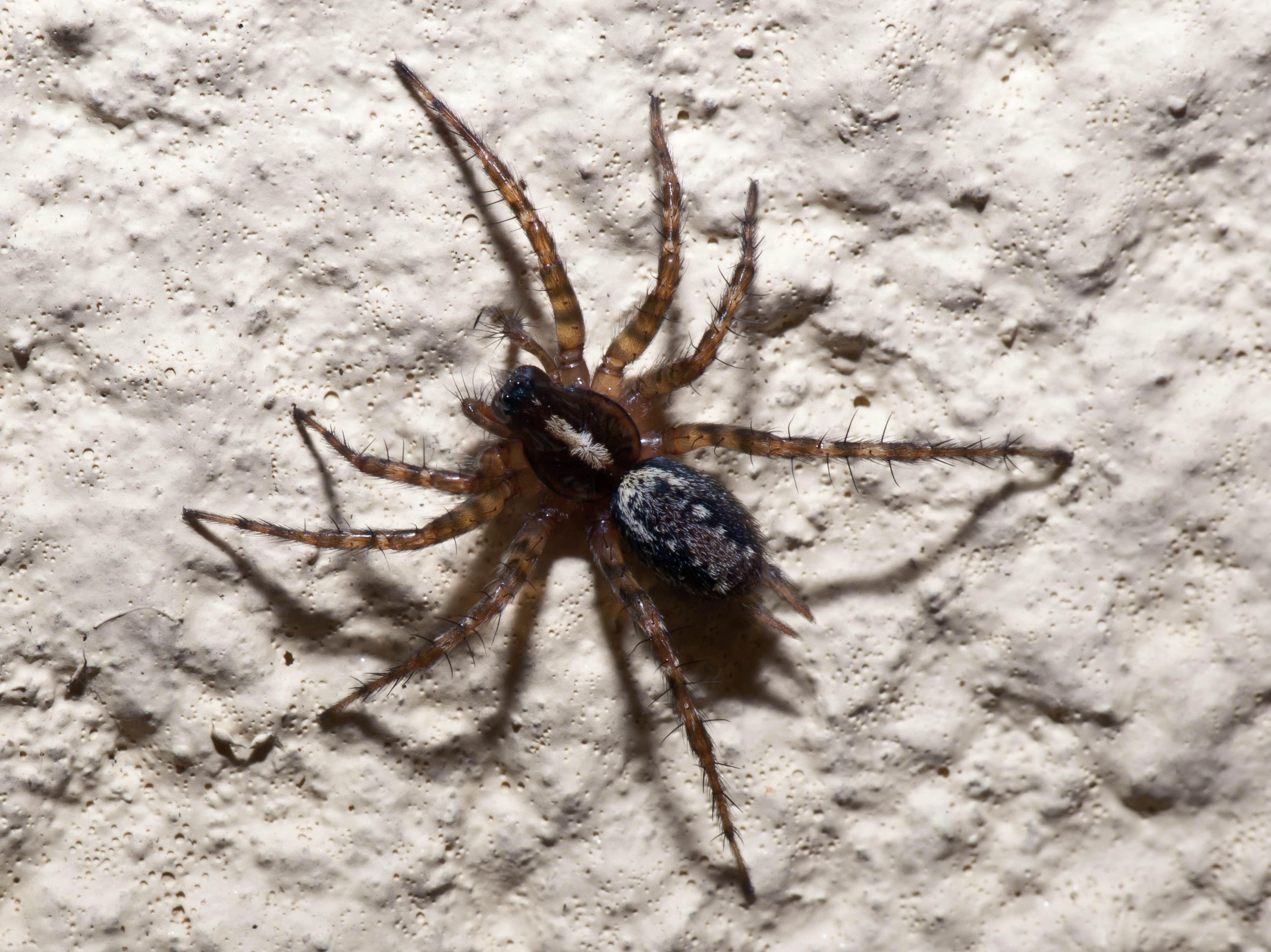
Esemplare fotografato in Galizia.

Il maschio di Textrix denticulata risulta simile alla femmina nell'aspetto generale. Il carapace è di colore bruno scuro con la fascia mediana chiara. La testa è stretta, non dissimile dai ragni lupo del genere Pardosa. L'addome è bruno scuro con una leggera macchia a ferro di cavallo verso la parte anteriore, che si suddivide in una serie di punti chiari andando verso la parte posteriore. Le zampe sono tendenzialmente giallo-brune con annulazioni scure ed anelli di peli bianchi. La lunghezza del corpo della femmina è intorno ai 7–8 mm, mentre quella del maschio leggermente inferiore, sui 6–7 mm.

## Biologia
Textrix denticulata costruisce delle piccole tele a forma di imbuto che terminano in un tubo, dove il ragno si posiziona in attesa che una preda tocchi la tela, ed è attivo soprattutto di notte.

## Habitat e distribuzione
Textrix denticulata lo si trova solitamente nei margini soleggiati dei boschi, su rocce e muri e talvolta all'interno delle case. In Gran Bretagna lo si trova su terreni sassosi, negli anfratti rocciosi, su bassi cespugli e sotto corteccia, sia nell'entroterra che nelle zone costiere.